# Nguyễn Trần Bạt
Nguyễn Trần Bạt (sinh năm 1946 ở huyện Hưng Nguyên, Nghệ An, Việt Nam, mất ngày 15 tháng 12 năm 2020) là doanh nhân,  luật sư, tư vấn, học giả, nhà sáng lập InvestConsult Group (công ty tư vấn chuyên nghiệp đầu tiên ở Việt Nam về đầu tư và kinh doanh ngay sau khi Việt Nam ban hành chính sách "Đổi mới" vào năm 1987. Công ty InvestConsult Group có doanh thu hàng triệu USD mỗi năm. Ông đã được nêu danh trong các cuốn sách Barons Who’s Who in Vietnam, Who’s Who in Asia Pacific, Who’s Who in the World và The Global 500 Leaders for the New Century như một luật sư và nhà tư vấn xuất sắc. Ông đã từng nhiều lần tư vấn cho Chính phủ Việt Nam về các vấn đề kinh tế và chính trị.

## Tiểu sử
Nguyễn Trần Bạt sinh năm 1946 ở huyện Hưng Nguyên, tỉnh Nghệ An. Cha ông từng học ở Hà Nội và đã đỗ Tú tài. Cha ông là đảng viên Đảng Cộng sản Việt Nam từ trước Cách mạng tháng Tám, nhưng vì ông nội và ông ngoại của ông là các địa chủ nên cha ông đã bị tạm dừng sinh hoạt Đảng cho tới năm 1960. Năm 1954, ông theo mẹ ra Hà Nội. Tại đây ông phải vất vả kiếm sống. Ông từng phải bán nước chè dạo ở ga Hàng Cỏ. Năm 1963, ông tham gia Quân đội Nhân dân Việt Nam. Năm 1973, ông tốt nghiệp kỹ sư xây dựng cầu đường trường Đại học Xây dựng. Ông tiếp tục phục vụ quân đội cho đến năm 1975.
Ông còn có bằng cử nhân luật của Khoa Luật, Đại học Quốc gia Hà Nội. Năm 1975 đến 1984, Ông từng giữ quyền chủ nhiệm một bộ môn nghiên cứu khoa học tại Viện Khoa học Công nghệ Giao thông Vận tải. Năm 1984, ông thôi việc Nhà nước.
Năm 1987, Nguyễn Trần Bạt khởi xướng việc thành lập Văn phòng Xúc tiến các hoạt động sở hữu công nghiệp Việt Nam, tiền thân của Công ty Sở hữu Công nghiệp INVESTIP thuộc Bộ Khoa học và Công nghệ Việt Nam.
Năm 1989, dưới sự bảo trợ của Viện Khoa học Việt Nam, ông cùng với một số đồng nghiệp đã thành lập Công ty Tư vấn Đầu tư và Chuyển giao Công nghệ (có tên giao dịch là InvestConsult Ltd). Kể từ đó, InvestConsult Ltd. chuyển hướng sang cung cấp dịch vụ tư vấn cho các nhà đầu tư nước ngoài và trở thành một trong những tổ chức đầu tiên của Việt Nam hoạt động trong lĩnh vực này.
Tối ngày 15 tháng 12 năm 2020, ông Nguyễn Trần Bạt bị đột quỵ, cấp cứu ở Bệnh viện Bạch Mai nhưng không qua khỏi hưởng thọ 75 tuổi.

## Các tác phẩm
Sách đã xuất bản của tác giả Nguyễn Trần Bạt:
1. Suy tưởng, 612 trang kích thước 14.5cmx20.5 cm, Nhà xuất bản: Hội nhà văn, 9/2005, ISBN 5105102217297; Cuốn sách sau khi phát hành đã bị thu hồi
2. Cải cách và sự phát triển, 400 trang kích thước 13.5cmx20.5 cm, Nhà xuất bản: Hội nhà văn, 12/2005, ISBN 137143;
3. Văn hoá và Con người, 244 trang kích thước 13cmx20cm, Nhà xuất bản: Văn hóa Thông tin, 12/2006, ISBN 8935077016802;
4. Cội nguồn cảm hứng, 420 trang kích thước 14.5cmx20.5 cm, Nhà xuất bản: Hội nhà văn, 11/2008, ISBN 5105102217280;
5. Đối thoại với tương lai, 940 trang kích thước 16 cm*24 cm, Nhà xuất bản: Hội nhà văn, 3/2010, ISBN 218562.[7]
6. Vượt qua những giới hạn (2 tập), NXB Hội nhà văn, 2013
7. Con người là tinh hoa của nhau, NXB Hội nhà văn, 2015
8. Tình thế và giải pháp, NXB Hội nhà văn, 2015
9. Gạo và sạn, NXB Hội nhà văn, 2016
10. Sức mạnh của cái đúng, NXB Hội nhà văn, 2018
11. Không gian tinh thần, NXB Hội nhà văn, 2019